# Auriporia
Auriporia is een geslacht van schimmels behorend tot de orde Polyporales. De typesoort is Auriporia aurea. De familie is nog niet eenduidig bepaald (Incertae sedis).

## Soorten
Volgens Index Fungorum telt het geslacht drie soorten (peildatum februari 2022):
| Soortnaam           | Auteur(s)                | Publicatiejaar |
| ------------------- | ------------------------ | -------------- |
| Auriporia aurea     | (Peck) Ryvarden          | 1973           |
| Auriporia aurulenta | A. David, Tortič & Jelić | 1975           |
| Auriporia brasilica | G. Coelho                | 2005           |